# Лазірці
Ла́зірці — село в Україні, у Черкаському районі Черкаської області, підпорядковане Бобрицькій сільській громаді. Населення села становить 84 особи, дворів 92 (2009; 94 особи в 2007).

## Історія
Село відоме з XVIII століття. Ним володів племінник останнього польського короля Станіслава Августа Понятовського - Станіслав Понятовський. Назва села походить від імені Лазір, провідника, який влаштував тут перше поселення. З часом воно розрослось, селяни збудували великий маєток. Пан Тадевич із Богуслава викупив Лазірці з навколишніми землями, які приносили йому великий прибуток. Пізніше маєток перейшов у власність пана Скаргели. Він так полюбляв село, що його тут і поховали. Територія маєтку впиралась до ставка, де була збудована каплиця з останками. Збоку ріс ліс Ковалівщина (тут раніше проживав коваль), де були прокладені цегляні алейки. З іншого боку був закладений фруктовий сад.

## Населення

### Мова
Розподіл населення за рідною мовою за даними перепису 2001 року:
| Мова       | Кількість | Відсоток |
| ---------- | --------- | -------- |
| українська | 91        | 96.81%   |
| російська  | 3         | 3.19%    |
| Усього     | 94        | 100%     |

## Відомі люди
В селі народились:
- Варавва Олексій Петрович (псевдонім — Олекса Кобець) (*1882  — †1967) — український письменник, поет і редактор, член Об'єднання українських письменників «Слово».
- Воскрекасенко Сергій Іларіонович  (* 19 жовтня 1906—† 16 травня 1979, Київ) — український радянський поет, сатирик, гуморист.